# Domestica
Domestica (también llamado Cursive's Domestica) es el tercer álbum de estudio de la banda de indie rock estadounidense Cursive, publicado el 20 de junio de 2000. Este álbum fue el lanzamiento #31 de Saddle Creek Records, contando con una edición en CD y dos en vinilo (rojo y negro, respectivamente).

## Historia
Domestica es un álbum conceptual, que cuenta la historia de una relación entre dos personajes llamados "Sweetie" y "Pretty Baby". Ambos personajes se mencionan por su nombre en varias de las canciones del álbum ("The Casualty", "The Martyr", "A Red So Deep", y "The Radiator Hums"), así como en el título de "The Lament of Pretty Baby". 
Se presume que el álbum se correlaciona directamente con el divorcio del cantante y compositor principal Tim Kasher, con dinámicas adicionales agregadas a la historia. Uno de ellos es el tema de la infidelidad, prevaleciente en "A Red So Deep" y "The Game of Who Needs Who the Worst", aunque esto no tiene que ver con el ex matrimonio de Tim. Este agregó en una entrevista que la pareja se mantiene unida, a pesar de sus diferencias y peleas.

## Listado de canciones
Todos los temas compuestos por Cursive.
1. "The Casualty" – 3:30
2. "The Martyr" – 3:57
3. "Shallow Means, Deep Ends" – 3:37
4. "Making Friends and Acquaintances" – 2:58
5. "A Red So Deep" – 4:40
6. "The Lament of Pretty Baby" – 3:15
7. "The Game of Who Needs Who the Worst" – 3:34
8. "The Radiator Hums" – 3:24
9. "The Night I Lost the Will to Fight" – 3:19

Pista oculta
1. "Incomplete (Sink to the Beat)" – 1:40

## Créditos
| Cursive - Tim Kasher – voces, guitarras - Ted Stevens – guitarras, coros - Matt Maginn – bajo, coros - Clint Schnase – batería, percusión | Personal adicional - AJ Mogis – grabación, mezcla, masterización - Mike Mogis – grabación, mezcla, masterización, producción - Doug Van Sloun – masterización - Zack Nipper – modelo de portada, como "Sweetie" - Jenn Bernard – modelo de portada, como "Pretty Baby" |